# San Marino en los Juegos Olímpicos de Montreal 1976
San Marino estuvo representado en los Juegos Olímpicos de Montreal 1976 por un total de 10 deportistas, 8 hombres y 2 mujeres, que compitieron en 3 deportes.
El equipo olímpico sanmarinense no obtuvo ninguna medalla en estos Juegos.